# Matlagningsvin
Matlagningsvin är ett enkelt vin eller ett alkoholfritt vinsubstitut som är avsett för matlagning. I Sverige och andra länder med alkoholmonopol avses i första hand ett vinsubstitut som är tillåtet att säljas i livsmedelsaffärer. I de flesta andra länder, där vin är tillgängligt i livsmedelsaffärer, avses ett vin av enkel karaktär som ej är avsett att drickas.
Båda typerna innehåller i allmänhet någon form av konserveringsmedel, för att matlagningsvinet skall vara hållbart i öppnad flaska. Detta konserveringsmedel kan exempelvis vara salt. En öppnad, tillsluten flaska håller minst ett halvår i kylskåp.
Som ren ingrediens betraktat finns det däremot normalt inga särskilda fördelar med att använda matlagningsvin framför vanligt, drickbart vin. Tvärtom brukar matlagningsvin ratas av professionella kockar på grund av att det framställs ur billig vinråvara och för att det ofta innehåller tillsatser, som konserveringsmedel.